# サクラフレフレ
「サクラフレフレ」は、THE SUPER FRUITの2枚目のシングル。2023年3月22日につばさレコーズより発売された。

## 概要
表題曲「サクラフレフレ」は新生活を送る人にエールを送る応援ソングとして制作され、ボーカルを小田惟真・田倉暉久・松本勇輝が務めた。「サクラフレフレ」とのタイトルは、桜の花が「降る」と応援の「フレフレ」をかけたダブルミーニングである。
振付はCRE8BOYが担当し、ミュージックビデオではメンバーとピンクの学ランをまとった40人のダンサーが登場した。
2023年2月28日、各サブスクリプションサービスにて先行配信スタート。3月3日、ミュージックビデオがYouTubeにて公開。3月22日、初回限定盤（CD＋DVD）と通常盤（CDのみ）の2形態で発売された。

## 収録曲

### 通常盤
CD
1. サクラフレフレ
作詞：サトダユーリ、作曲：サトダユーリ、編曲：木下龍平
2. 素敵なMy Life
作詞：アツキタケトモ、作曲：アツキタケトモ、編曲：アツキタケトモ
3. ボーナスラジオ「THE SUPER FRUITの桜満開!笑顔満開! フレフレ!トークタイム!」

### 初回限定盤
CD
1. サクラフレフレ
2. 素敵なMy Life

DVD
1. THE SUPER FRUIT×世が世なら!!!「はじめての2MAN SHOW〜スパ世が僕らの22夏は終わらない〜」@表参道GROUND（2022.9.25）
01. Seven Fruits
02. パノラマ
03. Someday
04. スパフル00-Dance-
05. Dance Section
06. ボクらの夜明け（ピアノアレンジバラードver.）
07. 学園天国
08. 君はリアコ製造機
09. チグハグ
2. M-ON! SPECIAL「THE SUPER FRUIT×世が世なら!!! 〜ご褒美!スパ世がなりの修学旅行〜」 ディレクターズカット スパフルフォーカスver.